# Richard John Bingham
Richard John Bingham, 7.º conde de Lucan, más conocido como Lord Lucan (Marylebone, Londres, Reino Unido, 18 de diciembre de 1934-declarado muerto el 3 de febrero de 2016) fue un noble y presunto asesino británico, que desapareció sin dejar rastro el 8 de noviembre de 1974, tras el asesinato de la niñera de sus hijos.
Lucan desarrolló un gusto por los juegos de azar, principalmente el backgammon y el bridge, se volvió miembro del Clermont gaming club, a pesar de que sus pérdidas usualmente eran superiores a sus ganancias.
En 1963 se casó con Veronica Duncan, con quien tuvo tres hijos. Cuando su matrimonio se derrumbó a finales de 1972, se mudó de la casa de su familia a una casa cercana en el número 46 de Lower Belgrave, dentro de Londres, posteriormente perdió el juicio por la custodia de sus hijos. Él comenzó a espiar a su mujer y a grabar sus conversaciones telefónicas, aparentemente estaba obsesionado con recuperar la custodia de los hijos. Esta fijación, junto con sus pérdidas de juego, tuvo un efecto dramático en su comportamiento general y sus finanzas personales.
En la noche del 7 de noviembre de 1974, la niñera de sus hijos, Sandra Rivett, fue asesinada a golpes en el sótano de la casa de Lucan, Lady Lucan también fue atacada e identificó a Lucan como el agresor. A medida que la policía comenzó su investigación del asesinato llamó por teléfono a su madre, pidiéndole recoger a los niños, y luego condujo un auto prestado a la casa de un amigo en Uckfield. Horas más tarde dejó la propiedad y nunca más fue visto. El vehículo fue encontrado abandonado en Newhaven, en su interior había una mancha de sangre y un trozo de tubo de plomo similar a uno encontrado en la escena del crimen. Una orden de arresto fue emitida unos días más tarde y en su ausencia se le declaró culpable de la muerte de Rivett, la última vez que a un juez en Gran Bretaña se le permitió realizar tal procedimiento.
El destino de Lucan sigue siendo un misterio. Cientos de informes de su presencia en diversos países de todo el mundo se han hecho desde la muerte de Rivett, aunque ninguna ha sido comprobada. A pesar de la investigación policial y del gran interés de la prensa, Lucan no ha sido encontrado y se presume muerto.

## Primeros años
Richard John Bingham nació el 18 de diciembre de 1934 en el n.º 19 de Bentinck Street, Marylebone, Londres, como el segundo hijo y primer varón de George Bingham, 6.º conde de Lucan, y Kaitlin Elizabeth Anne Dawson. Un coágulo de sangre en el pulmón obligó a su madre a permanecer en una casa de reposo, por lo que John, como se le conoció, fue atendido inicialmente por la enfermera de la familia. En 1939, él y su hermana mayor Jane fueron llevados a Gales por el riesgo de guerra. Al año siguiente, se unió a sus hermanos menores, Sally y Hugh, en un viaje a Toronto, de donde irían hacia Mount Kiosco, Nueva York, donde vivieron cinco años con la multimillonaria Marcia Brady Tucker. John se matriculó en el Harvey School y pasó las vacaciones de verano lejos de sus hermanos en un campamento de verano en la Montañas Adirondack.
A su regreso a Inglaterra vivió las penurias de la posguerra, su antigua casa había sido destruida por los bombardeos. A pesar de su ascendencia noble, sus padres eran agnósticos y socialistas, y prefirieron una vida más austera. Al llegar a la edad adulta continuó con el agnosticismo de sus padres, pero a sus hijos les dio una infancia tradicional, llevándolos a una escuela dominical.
En el Eton College John desarrolló un gusto por los juegos de azar, complementó sus ingresos con las apuestas y salía del colegio para asistir a las carreras de caballos. Aunque, de acuerdo a su madre, su historial académico estaba "lejos de ser válido", logró convertirse en el capitán de la casa de Roe. Llegó a ser segundo teniente en el regimiento de su padre: Coldstream Guards, y se desempeñó en Krefeld, Alemania occidental. Durante su estadía se volvió un gran jugador de póker.

## Carrera
Al término de su servicio militar en 1955, Lucan se unió a un banco comercial con sede en Londres, William Brandt's Sons and Co, con un salario anual de 500 libras. En 1960 conoció a Stephen Raphael, un rico corredor de bolsa y hábil jugador de backgammon, con quien pasó unas vacaciones en las Bahamas y se aficionó al backgammon. Lucan se convirtió en un jugador regular y de los primeros miembros del John Aspinall's Clermont Gaming Club, situado en Berkeley Square. Aunque a menudo ganaba en juegos como el bridge y backgammon, también acumuló enormes pérdidas. En una ocasión perdió 8000 libras, el equivalente a dos terceras partes del dinero que recibía anualmente de varios fideicomisos familiares. En una noche desastrosa en un casino perdió 10 000 libras, deuda que pagó con un préstamo de su tío John Bevan que luego tardaría alrededor de dos años en devolverle.
Lucan dejó Brandt en 1960, poco después de ganar 26 000 libras jugando chemin de fer. Cuando un colega fue ascendido antes que él, protestó y luego renunció a su trabajo, diciendo a todos: «¿Por qué debería trabajar en un banco, cuando puedo ganar el dinero de un año en una sola noche en las mesas?». Fue a Estados Unidos, donde jugó al golf, corrió en lanchas y condujo su Aston Martin por toda la costa oeste de los Estados Unidos. También visitó a su hermana mayor, Jane, y a su antigua tutora, Marcia Tucker. A su regreso al Reino Unido se mudó a un apartamento en Park Crescent.

## Vida personal

### Matrimonio
Durante un tiempo Lucan intentó enamorar a Lady Zinnia Denison, pero la relación solo se mantuvo como un amor platónico. Él conoció a su futura esposa, Veronica Duncan, a principios de 1963. Ella nació en 1937 hija del comandante Charles Duncan y Moorhouse su esposa Thelma. Su padre murió en un accidente de coche cuando ella aún era muy joven, tras lo cual su familia se trasladó a Sudáfrica. Su madre se volvió a casar, y cuando su marido se convirtió en gerente de un hotel en Guildford, la familia regresó a Inglaterra. Junto con su hermana, Christina, fue educada en la escuela de San Swithun en Winchester, y después de mostrar un talento para el arte, se fue a estudiar en una escuela de arte en Bournemouth. Las dos hermanas más tarde compartieron un apartamento en Londres, donde Veronica trabajó como modelo y luego secretaria. El matrimonio de Christina con William Shand-Kydd las conectó con la alta clase londinense, y fue en un club de golf donde Veronica y Lucan se vieron por primera vez. Su compromiso se anunció el 14 de octubre de 1963, se casaron en Brompton el 20 de noviembre del mismo año. El padre de Lucan le proporcionó un contrato matrimonial para financiar una casa familiar grande para él, su esposa y sus futuros hijos. Lucan pagó a algunos de sus acreedores con el dinero y compró el número 46 de Lower Belgrave Street, en Londres, que redecoró al gusto de Veronica.

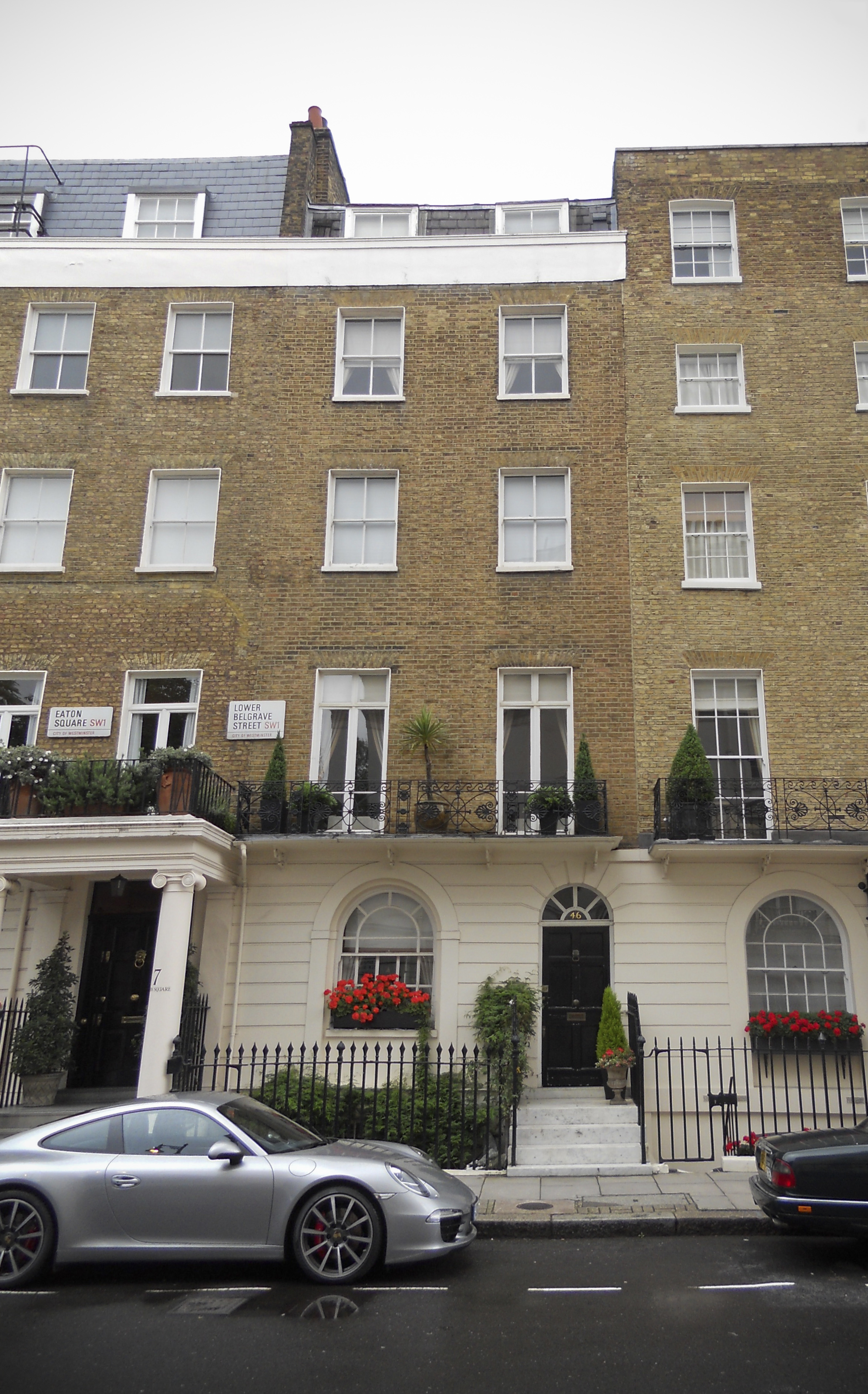
Número 46 de Lower Belgrave en el distrito londinense de Belgravia.

Dos meses después de la boda, el 21 de enero de 1964, su padre murió de un derrame cerebral. Lucan heredó los títulos de conde de Lucan, barón Lucan de Castlebar, barón Lucan de Melcombe y baronet de Nueva Escocia, además de la fortuna de un cuarto de millón de libras de su padre. Su esposa recibió el título de Condesa de Lucan.
Su primera hija, Frances, nació el 24 de octubre de 1964. A principios de 1965 contratan a una niñera, Lillian Jenkins, para cuidar de ella. Lucan trató de enseñar a Veronica actividades tradicionales de la nobleza como la caza, la arquería y la pesca, también la inscribió en clases de golf, aunque más tarde abandonó el deporte.
La rutina diaria de Lucan consistía en desayunar a las 9:00 a. m., tomar un café, leer el periódico y tocar el piano. A veces trotaba en el parque y, mientras lo hacía, llevaba a su Doberman Pinscher de paseo. Almorzaba en el Clermont y posteriormente jugaba backgammon por la tarde. Regresaba a la casa para cambiarse de traje y pasaba el resto del día en el Clermont, jugando a veces hasta la madrugada. En 1956, mientras trabajaba en Brandt, había escrito su deseo tener «2 millones de libras en el banco», afirmando que «Los automóviles, yates, vacaciones caras y seguridad para el futuro me darían, y a un montón de otras personas, una gran cantidad de placer». Si bien fue descrito por sus amigos como un hombre tímido y taciturno; su alta estatura, su "exuberante bigote de guardián" y sus actividades lo hacían muy popular. Acostumbraba contratar aviones privados para llevar a sus amigos a las carreras, beber del más costoso vodka ruso y realizar carreras de botes. En septiembre de 1966, intentó sin éxito obtener un papel para la película Siete veces mujer, debido a su fracaso el posteriormente rechazó una invitación del productor Cubby Broccoli para audicionar para el papel de James Bond.
Lucan era considerado un gran jugador de backgammon, llegando a ser considerado como uno de los mejores diez jugadores del mundo. Ganó el torneo del St. Jame's Club y fue campeón de la Costa Oeste de Estados Unidos. Se ganó el apodo de Lucky Lucan, a pesar de que sus pérdidas eran superiores a sus ganancias. Él tenía intereses en caballos de pura sangre, aunque en 1968 pagó más por los derechos de inscribirlos en carreras de caballos que lo que ganó con ellos. Pese a algunas disputas sobre el dinero, su esposa permaneció en buena medida ignorante de sus pérdidas, manteniendo el uso de cuentas en Savile Row y Knightsbridge. Tras el nacimiento de su hijo George en 1967 y su hija Camilla en 1970, su esposa tuvo que hacer frente a una depresión postparto. Lucan se involucró en su bienestar mental y en 1971 la llevó a una clínica psiquiátrica en Hampstead: aunque ella se negó a recibir tratamiento, sí accedió a recibir visitas domiciliarias de un psiquiatra. En julio de 1972 la familia estuvo de vacaciones en Monte Carlo, pero Veronica regresó rápidamente a Inglaterra, dejando a Lucan con sus dos hijos mayores. Las presiones combinadas de mantener sus finanzas, el pago de sus deudas de juego y el estado mental de Veronica fueron debilitando su matrimonio. Dos semanas después de la Navidad de 1972, Lucan se mudó a una pequeña propiedad en Eaton Row.

### Separación
Algunos meses más tarde, Lucan se mudó otra vez, a un piso de alquiler más grande cerca de Elizabeth Street. A pesar de un primer intento de su esposa por lograr la reconciliación, todo lo que Lucan quería del matrimonio era la custodia de sus hijos. En un esfuerzo por demostrar que Verónica no era apta para cuidar de ellos, comenzó a espiar a su familia: su coche fue visto regularmente estacionado en Lower Belgrave Street, y también recurrió a investigadores privados para realizar esa tarea. Lucan también habló con los médicos de su esposa, quienes afirmaron que ella no padecía de locura, pero sí de depresión y ansiedad. Lucan dijo a sus amigos que nadie iba a trabajar para Veronica, ella había despedido a la niñera de los niños, Lillian Jenkins, en diciembre de 1972. De la serie de niñeras que trabajaron en la casa, Stefanja Sawicka, de 26 años, le dijo a Verónica que en una ocasión Lucan la había golpeado con un bastón y la había empujado por las escaleras. La condesa al parecer temía por su seguridad y le dijo a Sawicka: «No me sorprendería si algún día me mata».
Sawicka dejó de trabajar allí a finales de marzo de 1973. Mientras dos de los niños estaban cerca de Grosvenor Place, fue abordada por Lucan y dos detectives privados, quienes le dijeron que los niños ya no estaban bajo su tutela Lady Lucan recurrió a los tribunales para que los niños volvieran a su tutela, y ante la complejidad del caso el juez fijó la fecha de la audiencia para junio de 1973. Para defenderse del argumento de locura de Lucan, Veronica se internó en una clínica de Roehampton donde los médicos dictaminaron que, aunque todavía necesitaba una cierta ayuda psiquiátrica, no padecía ninguna enfermedad mental. El caso de Lucan dependía de demostrar que Veronica era incapaz de cuidar de los niños, aunque él tuvo que defenderse por su comportamiento hacia su esposa. Tras varias semanas de juicio, el juez le concedió la custodia a Veronica y a Lucan el permiso de verlos en los fines de semana. 
Después del juicio empezaron una disputa con la participación de sus amigos y la propia hermana de Veronica. Lucan comenzó a ver de nuevo los movimientos de su esposa. Grabó algunas de sus conversaciones telefónicas con una pequeña grabadora y reprodujo los extractos para sus amigos. Uno de ellos, que era gerente de banco, le dijo que: «A Lady Lucan se le va el dinero como si fuera agua.» Él continuó pagándole 40 libras por semana, pese a que pudo haber cancelado sus pedidos de comida en Harrods. Como Veronica no disponía de ingresos propios, comenzó a trabajar a media jornada en un hospital local. Una niñera temporal, Elizabeth Murphy, se hizo amiga de Lucan, y gracias ello el obtenía información sobre su esposa, Murphy fue posteriormente hospitalizada con cáncer. Otra niñera temporal, Christabel Martin, le informó de unas llamadas telefónicas extrañas a la casa, algunas con respiración pesada y algo de un hombre que pide hablar con personas que no existen. Tras una serie de niñeras temporales, Sandra Rivett comenzó a trabajar a finales de verano de 1974.

### Apuestas
Perder el juicio resultó devastador para Lucan, al que le había costado alrededor de 20.000 libras contratar a los abogados. Para 1974 su situación financiera era desesperada y empezó a fumar y a beber más, lo cual causó preocupación entre sus amigos. Mientras estaba ebrio hablaba de asesinar a su esposa y posteriormente Greville Howard declaró cómo Lucan había mencionado que matar a su esposa podía salvarlo de la bancarrota, cómo eliminaría el cuerpo y la forma en que «nunca sería capturado». Lucan pidió un préstamo de 4.000 libras a su madre y le pidió a Marcia Tucker un préstamo de 100.000 libras. Al no obtener el préstamo, escribió al hijo de Tucker explicando que quería "comprarle" sus hijos a Veronica pero no le alcanzaba el dinero. Pidió préstamos a sus amigos y conocidos, quienes se negaron para evitar financiar su adicción al juego. A pesar de que Lucan había empezado a jugar con apuestas más bajas, su adicción a las apuestas estaba fuera de control. Se estima que para ese momento la deuda de Lucan ascendía a alrededor de 50.000 libras.
Pese a todos estos problemas, desde finales de octubre de 1974 su actitud pareció cambiar y John Wilbraham señaló que la obsesión de Lucan por recuperar la custodia de sus hijos había disminuido. Mientras cenaba con su madre prefirió dejar de lado la conversación sobre sus problemas familiares y le pareció mejor hablar de política. El 6 de noviembre conversó con su tío John, aparentemente de buen humor. Más tarde ese mismo día se encontró con Charlotte Andrina Colquhoun, de 21 años, quien dijo que «parecía muy feliz y nada indicaba que estuviera preocupado o deprimido»., también estuvo en el Clermont con el piloto de carreras Graham Hill. En aquella época, los casinos solo podían abrir de las dos de la tarde hasta las cuatro de la mañana, por lo que Lucan solía jugar durante las primeras horas de la madrugada. Tomaba pastillas para tratar un problema de insomnio, y habitualmente despertaba al mediodía. Pero el 7 de noviembre llamó a su abogado temprano en la mañana, y a las 10:30 a. m. recibió una llamada de Colquhoun. Acordaron comer en el Clermont alrededor de las 3:00 p. m., pero Lucan no se presentó. Colquhoun pasó por delante del Clermont y los clubes de Ladbroke y por Elizabeth Street, pero no pudo encontrar su coche por ningún lado. Lucan tampoco acudió a su cita para almorzar a la una de la tarde con el artista Dominic Elwes y el banquero Daniel Meinertzhagen igualmente en el Clermont.
A las 4:00 p. m. Lucan llamó a una farmacia en Lower Belgrave Street, cerca de la casa de Veronica, y pidió al farmacéutico por una cápsula de Limbitrol 5, un medicamento para los trastornos nerviosos. Al parecer Lucan había hecho varias visitas similares desde que se separó de su esposa, aunque él nunca dijo a su farmacéutico de dónde sacó las drogas. A las 4:45 de la tarde llamó a un amigo, el agente literario Michael Hicks-Haya, y entre las 18:30 y 19:00 de la tarde se reunió con él en su apartamento en Elizabeth Street. Lucan quería que lo ayudara con un artículo sobre el juego que había pedido para la revista de la universidad de Oxford. Llevó Hicks-Haya a su hogar alrededor de las 8:00 horas, no en su Mercedes-Benz, sino en «un viejo Ford, oscuro y maltrecho», posiblemente el Ford Corsair que pidió prestado a Michael Stoop varias semanas antes. A las 8:30 p. m. llamó al Clermont para confirmar una reserva para cenar con Greville Howard y unos amigos. Howard lo había llamado a las 5:15 p. m. y le preguntó si quería ir al teatro, pero Lucan sugirió la alternativa de ir al Clermont a las 11:00 p. m. Él no llegó y no contestó al teléfono cuando se le llamó.

## El asesinato

### La muerte de Sandra Rivett
A mediados de 1974, Sandra Rivett empezó a trabajar para Lady Veronica como niñera.
Sandra normalmente salía los jueves por la noche con su novio, John Hankins, pero había decidido cambiar su noche libre para verlo el miércoles. Su última llamada fue el 7 de noviembre a las 8:00 p. m. Después de llevar a los niños más pequeños a dormir, le preguntó a Verónica si le gustaría una taza de té aproximadamente a las 20:55, por lo que bajó a la cocina en el sótano para prepararlo. Cuando entró en la habitación fue asesinada a golpes con un trozo de tubo de plomo, con un extremo vendado a modo de mango. Su asesino metió su cuerpo en un saco de correo. Mientras tanto, preguntándose por qué demoraba la niñera, Lady Lucan bajó para ver qué había sucedido. Llamó a Rivett desde lo alto de las escaleras del sótano y fue atacada por el asesino de Rivett. Mientras gritaba por su vida, su atacante le dijo que se mantuviera callada. Lady Lucan afirmó haber reconocido a su marido como el asesino. Los dos continuaron luchando, ella le mordió los dedos y cuando él bajó la cabeza, ella logró dar la vuelta y apretarle los testículos, lo que le hizo soltarla y dejar la lucha. Cuando ella le preguntó dónde estaba Rivett, Lucan al principio se mostró evasivo, pero finalmente admitió que la había matado. Aterrorizada, Lady Lucan le dijo que le podría ayudar a escapar si él permanecía en la casa durante unos días para poder curar sus heridas. Lucan subió las escaleras y envió a su hija a la cama, y luego entró en una de las habitaciones. Cuando Veronica entró en la habitación, se acostó sobre la cama, él le dijo que iba a poner toallas sobre la cama para no mancharla con sangre. Lucan le preguntó si tenía algún barbitúrico, y fue al baño por él y una toalla húmeda, supuestamente para limpiar las heridas de Veronica. Una vez que Lucan entró en el baño, Veronica aprovechó para huir.
Lucan aparentemente llamó a Madelaine Florman, madre de uno de los compañeros de colegio de Frances a su casa en Chester Square en algún momento entre las 22:00 y las 22:30. Sola en la casa, Florman decidió ignorar la llamada a su puerta, pero poco después recibió una llamada telefónica incoherente y colgó teléfono. Posteriormente se descubrieron unas manchas de sangre en su puerta, las cuales eran una mezcla de los grupos sanguíneos A y B. Lucan llamó a su madre entre las 22:30 y las 23:00, pidiéndole recoger a los niños de la casa de Lower Belgrave Street. De acuerdo con ella, él habló de que había habido «una catástrofe terrible» en la casa. Él le dijo que había estado conduciendo frente a casa cuando vio a Veronica luchar con un hombre, entró en la propiedad y se encontró a su mujer gritando. El lugar desde el que realizó las llamadas aún es desconocido. Posteriormente la policía irrumpió en la casa de Lady Lucan y descubrió el cuerpo de Sandra Rivett, antes de que su esposa fuera trasladada en ambulancia al Hospital de St. George, Lucan condujo el Ford Corsair durante 68 km (42 millas) hasta Uckfield, en Sussex, donde visitó a su amigo Maxwell-Scotts. La reunión de Lucan con Maxwell-Scott es la última vez que se lo vio.

## Investigación
Cuando el inspector Roy Ranson llegó a Lower Belgrave Street la madrugada del viernes 8 de noviembre, el cirujano divisional había declarado a Sandra Rivett oficialmente muerta, y los forenses ya habían sido llamados a la propiedad. Aparte de los daños en la puerta principal que causaron los agentes al forzar la entrada, no había ninguna señal de que alguien más hubiera entrado a la fuerza en la casa. Se encontró una toalla manchada de sangre en el dormitorio de Verónica: el área alrededor de la parte superior de la escalera del sótano estaba muy manchada de sangre, un tubo de plomo con manchas de sangre yacía en el suelo, las fotos que colgaban de la pared de la escalera estaban descolocadas y la barandilla de metal estaba dañada. Al pie de la escalera, dos tazas y platillos yacían en un charco de sangre. El brazo de Rivett sobresalía de la bolsa, la cual se encontraba en un charco de sangre. También había sangre en las hojas del jardín trasero.
La policía también inspeccionó el número 5 de Eaton Row, donde Lucan había vivido desde 1973, entrevistaron a su madre, a quien Lucan le había pedido que recogiera a sus hijos. No se encontró nada incriminatorio, si bien en la cama había un traje y una camisa junto a un libro sobre millonarios griegos, y la cartera de Lucan, las llaves del coche, dinero, el permiso de conducir, el pañuelo y las gafas estaban en una mesita de noche. [69] Su pasaporte estaba en un cajón y el Mercedes-Benz azul estacionado afuera, con el motor frío y la batería descargada. [70] [71] Ranson visitó entonces a Veronica Lucan en el Hospital de San Jorge. Aunque estaba fuertemente sedada, ella fue capaz de describir lo que le había sucedido. Un  policía se quedó de guardia con ella. El cuerpo de Rivett fue llevado a la morgue, y la búsqueda se llevó a cabo en todas las áreas locales del sótano y jardines, contenedores y espacios abiertos. [72]
Después de retirar el cadáver de la bolsa de lona y el inicio del post mortem examen forense Keith Simpson dijo Ranson estaba seguro de que Rivett había muerto antes de que su cuerpo fuera colocado en el saco, y que, en su opinión, el tubo de plomo que se encontró en el lugar podría ser el arma del crimen. [73] Su ex marido, Roger, tenía una coartada para la noche en cuestión, y fue eliminado de las investigaciones de la policía. Otros amigos varones y novios fueron interrogados como sospechosos y descartados. Sus padres confirmaron que Sandra tenía una buena relación de trabajo con lady Lucan. Mientras tanto, sin embargo, Lucan tenía que hacer acto de presencia, por lo que su descripción se distribuyó a los departamentos policiales de todo el país. A los periódicos y la televisión se les dijo que si la policía buscaba a Lucan era solo para interrogarlo. [74]
Horas antes, Lucan había vuelto a llamar a su madre, a las 12:30 horas. Le dijo que iba a estar en contacto más tarde ese día, pero se negó a hablar con el agente de policía que la había acompañado hasta su apartamento, en su lugar, él dijo que iba a llamar a la policía más tarde esa mañana. [75] Ranson descubrió que Lucan había viajado a Uckfield, cuando fue llamado por Ian Maxwell-Scott, quien le dijo que Lucan había llegado a su casa unas horas después del asesinato, y había hablado con su esposa, Susan. Una vez allí, el conde escribió dos cartas a su cuñado Bill Shand Kydd y las envió a su dirección de Londres. Maxwell-Scott también llamó a Shand Kydd a su casa de campo cerca de Leighton Buzzard y le habló de las cartas, lo que hizo que éste volviera inmediatamente en coche a Londres para recogerlas. [76] Después de leerlas, y como estaban manchadas de sangre, se las llevó a Ranson. [77]